# سجن عكا

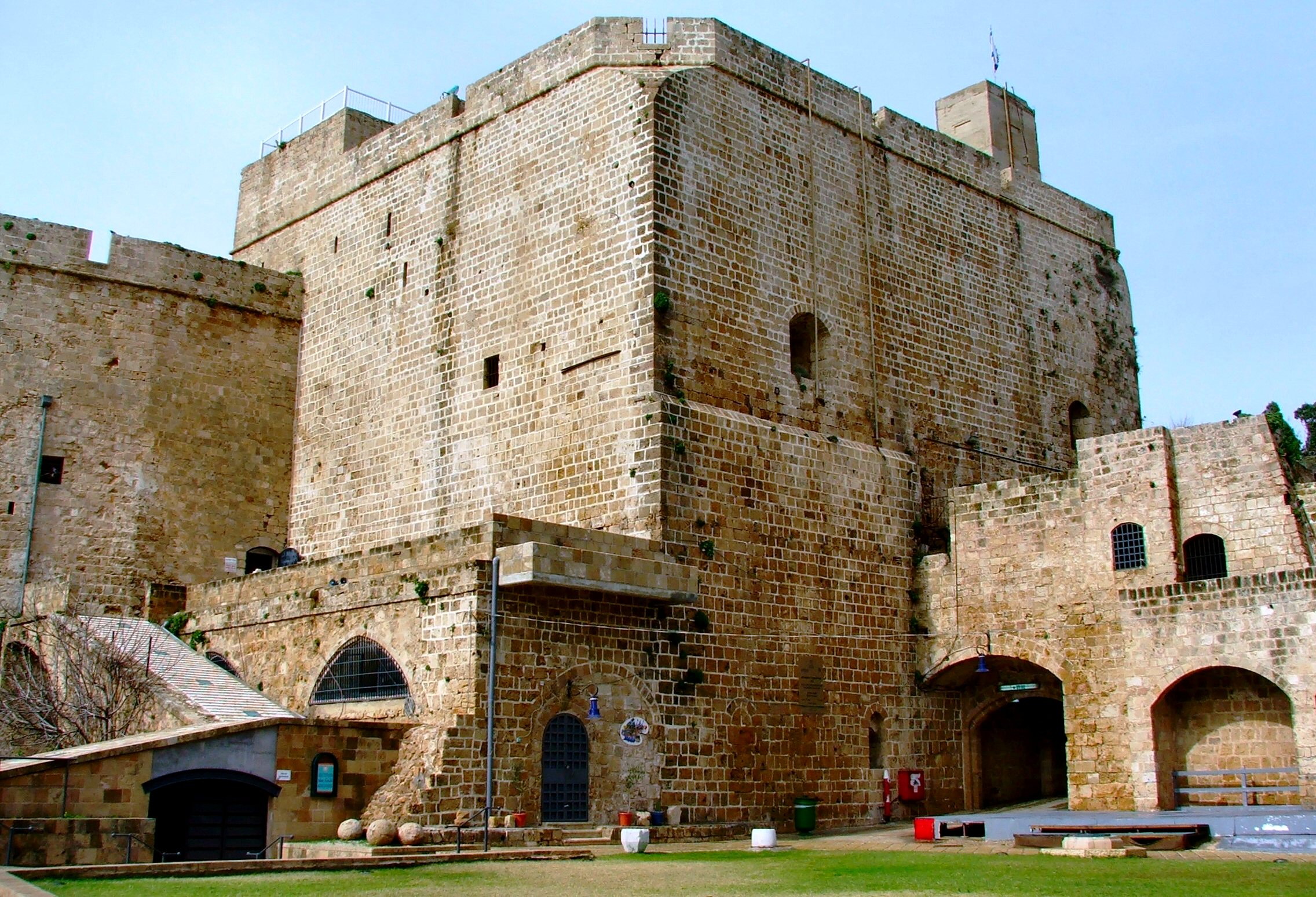
قلعة عكا

سجن عكا هو سجن القلعة في مدينة عكا شمال فلسطين المحتلة. أتم بناءها أحمد باشا الجزار، وقامت على أسسس صليبية. اُستعملت زمن الانتداب البريطاني كسجن مركزي، وكانت تتم فيه أحكام الإعدام، أشهرها اُعدام 3 من الشباب الفلسطينيين المقاومين للاستعمار البريطاني والهجرة اليهودية إلى فلسطين، في يوم 17 يونيو 1930 م، وهم: محمد خليل جمجوم، فؤاد حسن حجازي وعطا الزير. وتم فيه أيضًا اعدام فرحان السعدي أحد أهم قادة ثورة 1936 وصاحب الرصاصة الأولى في تلك الثورة.اُستغلت القلعة فيما بعد، كمستشفى للأمراض العقلية لعدة سنوات.